# Gare de Saronno
La gare de Saronno (en italien, Stazione di Saronno) est une gare ferroviaire italienne des lignes de Novare à Seregno, de Milan à Saronno, de Saronno à Laveno et de Saronno à Côme. Elle est située à proximité du centre-ville de Saronno dans la province de Varèse en région de Lombardie.
Elle est mise en service en 1879 par la Società Anonima delle Ferrovie Milano-Saronno e Milano-Erba. C'est une gare de  Ferrovie Nord Milano (FNM) gérée par Ferrovienord et desservie par des trains Trenord régionaux ou du service ferroviaire suburbain de Milan.

## Situation ferroviaire
Établie à environ 212 mètres d'altitude, la gare de bifurcation de Saronno est située au point kilométrique (PK)... de la ligne de Novare à Seregno, entre les gares de Rescaldina et de Ceriano-Laghetto-Groane, au PK 21 elle est l'aboutissement de la ligne de Milan à Saronno, après la gare de Saronno-Sud, et elle est l'origine des lignes de Saronno à Laveno, avant la gare de Gerenzano-Turate, et de Saronno à Côme, avant la gare de Rovello-Porro.

## Histoire
La gare de Saronno est mise en service le 22 mars 1879 par la Società Anonima delle Ferrovie Milano-Saronno e Milano-Erba lorsqu'elle inaugure et ouvre à l'exploitation sa ligne de Milan à Saronno.

## Service des voyageurs

### Accueil
Gare voyageurs Ferrovienord, elle dispose d'un bâtiment voyageurs, ouvert tous les jours, avec guichet et automate pour l'achat de titres de transport. 
Un passage souterrain permet l'accès aux quais et la traversée des voies.

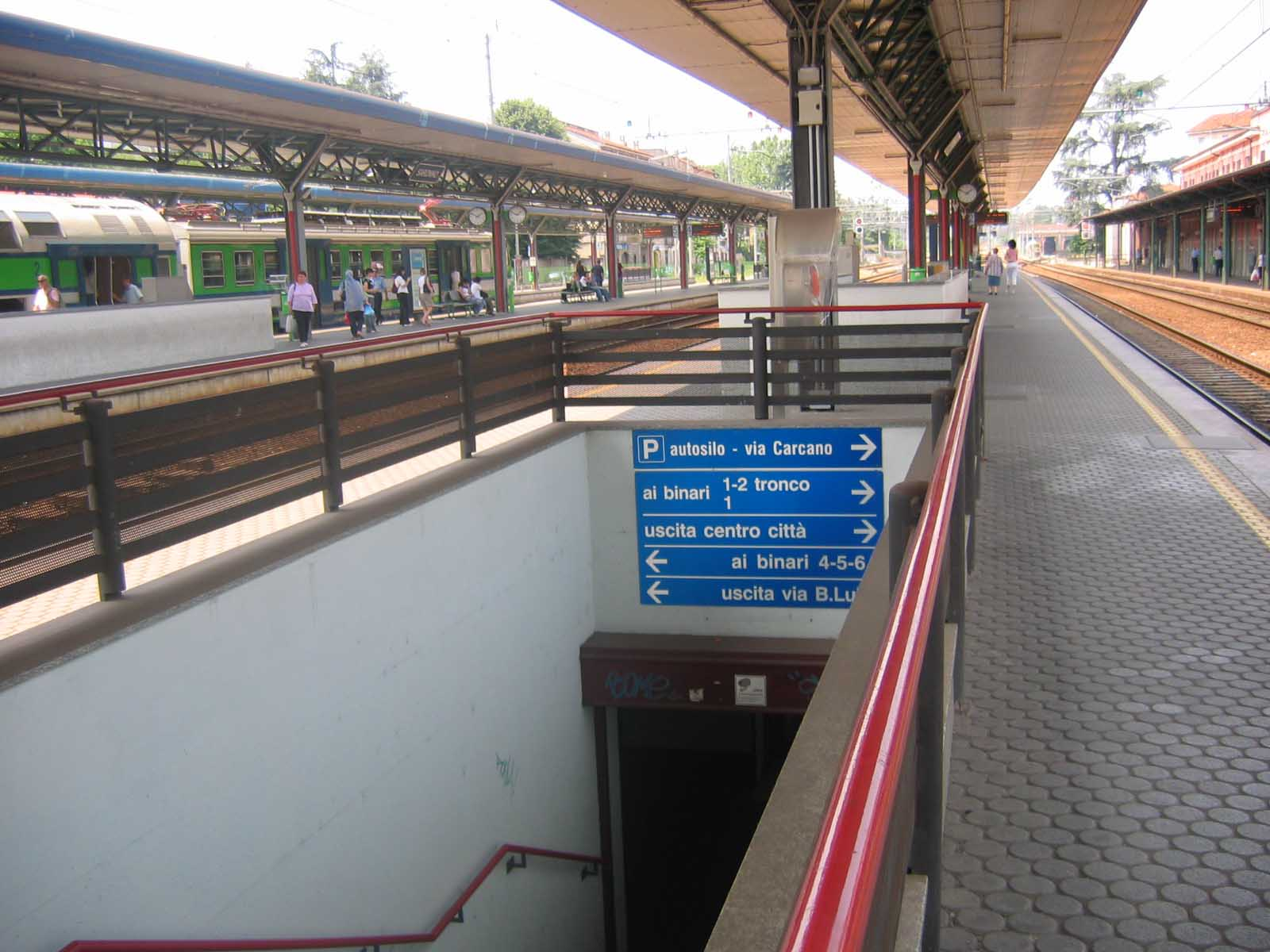
Intérieur de la gare en 2005.

### Desserte
Saronno est desservie par des trains Trenord du service régional, du service ferroviaire suburbain de Milan et du service de la desserte de l'aéroport de Milan Malpensa.
Gare régionale desservie : par des trains régionaux express (RE) de la relation Milan-Cadorna - Laveno, ou Côme ; par des trains  régionaux (R) des relations : Milan-Cadorna - Laveno, ou Côme, ou Novare, ou Varèse, et  Milan-Centrale - Malpensa.
Gare du Service ferroviaire suburbain de Milan : ligne S1, relation Lodi - Saronno, ligne S3, relation Milan-Cadorna - Saronno, et ligne S9 Albairate - Saronno.
Gare du Malpensa Express, des relations : Milan-Cadorna, ou  Milan-Centrale - Malpensa-Aéroport.

### Intermodalité
Un parc pour les vélos (50 places) et un parking pour les véhicules (30 places) y sont aménagés. Elle est desservie par des bus urbains et interurbains.